# Kassia

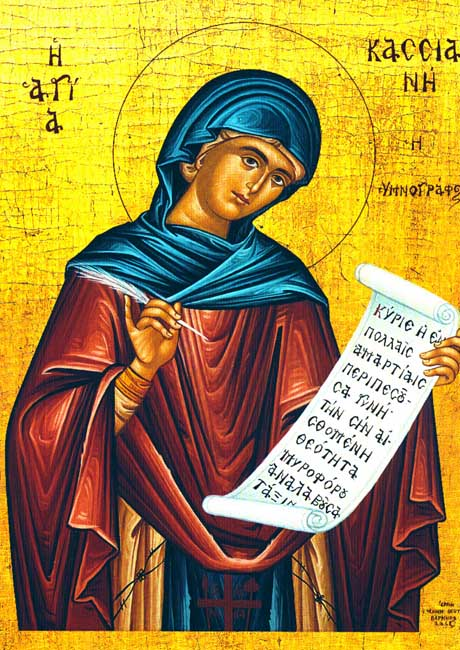
Die heilige Kassia

Kassia (auch Cassia, Kasia, Ikassia oder Kassianē mittelgriechisch Κασσιανή * um 810 in Konstantinopel; † um 865) war eine byzantinische Äbtissin, Komponistin und Kirchendichterin. Sie gilt als die erste namentlich bekannte Komponistin des Abendlandes.

## Leben und Wirken

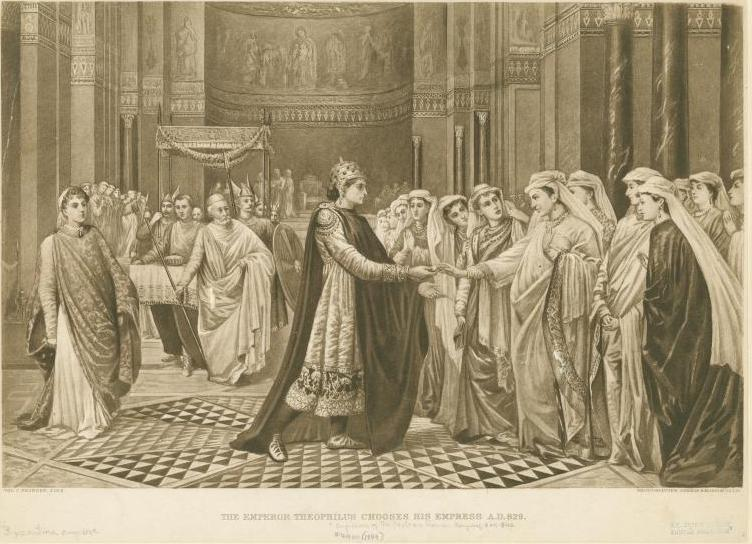
Kaiser Theophilus erwählt seine Kaiserin A.D. 829

Kassia stammte aus einem vornehmen Elternhaus. Ihr Vater war ein hoher Militär. Bei der Brautschau des Kaisers Theophilos im Mai des Jahres 826 soll sie drei byzantinischen Chronisten zufolge dieser wegen einer geistreichen selbstbewussten Antwort hinsichtlich der theologischen Bedeutung der Erschaffung der Frau – trotz Favorisierung – nicht als Braut erwählt haben, stattdessen nahm er die bescheiden und schüchtern auftretende Theodora.
Kassia wurde Nonne und gründete 843 ein Kloster mit der Gemeinschaft geweihter Jungfrauen in Konstantinopel, deren Vorsteherin sie später wurde. Dort schuf sie bedeutende Kompositionen. Ihre bekannteste Komposition ist das Idiomelon Troparion der Kassiani für den Vorabend des Mittwochs der Karwoche. Erhalten sind rund fünfzig Hymnen, von denen dreiundzwanzig Eingang in die liturgischen Bücher der orthodoxen Kirchen fanden. Außer ihren Gedichten hat Kassia weltliche Schriften in Form von 261 Epigrammen hinterlassen.
Gedenktag der hl. Kassia in den orthodoxen Kirchen ist der 7. September.

## Diskografie
- Byzantine hymns of the first female composer Kassia * 810 † 843/867 („Byzantinische Hymnen der frühesten Komponistin Kassia“). Ensemble VocaMe, Leitung Michael Popp, Label Christophorus 2009 (CHR 77308).

## Ausgabe
- Wilhelm von Christ, Matthaios K. Paranikas: Anthologia graeca carminum christianorum, 1871; Ndr. 2022. Legare street pr. ISBN 978-1-01-656567-7.